# John Wentworth (1719–1781)
John Wentworth, född den 30 mars 1719 i Dover i Provinsen New Hampshire, död den 17 maj 1781 i Somersworth i New Hampshire, var en jurist, militär och ledare av den amerikanska revolutionen i New Hampshire. Han omtalades som the Judge eller som Colonel John för att skilja honom från hans kusin, den John Wentworth som var kolonins guvernör.
Wentworth tjänstgjorde i franska och indianska kriget och flyttade därefter till Somersworth. Han invaldes i den koloniala församlingen för mandatperioden 1768-75. I denna församling fungerade han flera perioder som talman. 
Han fungerade även som domare, trots att han aldrig  studerade juridik eller var verksam som advokat. John Wentworths son med samma namn representerade New Hampshire i den kontinentala kongressen. 